# BSV Schwarz-Weiß Rehden
El BSV Rehden es un equipo de fútbol de Alemania que juega en la Oberliga Nord, una de las ligas de la quinta división del país.

## Historia
Fue fundado en el año 1954 en el municipio de Rehden, en Baja Sajonia, pasando sus primeros años en las divisiones del nivel aficionado hasta que ascendieron a la Oberliga en 2001 y clasificaron para la Copa de Alemania del 2003/04, en la que fueron eliminados por el TSV 1860 Munich en la primera ronda.
En la Copa de Alemania 2012/13 se enfrentaron en la primera ronda al gigante alemán Bayern Munich de local, perdiendo 2-5.

## Estadio

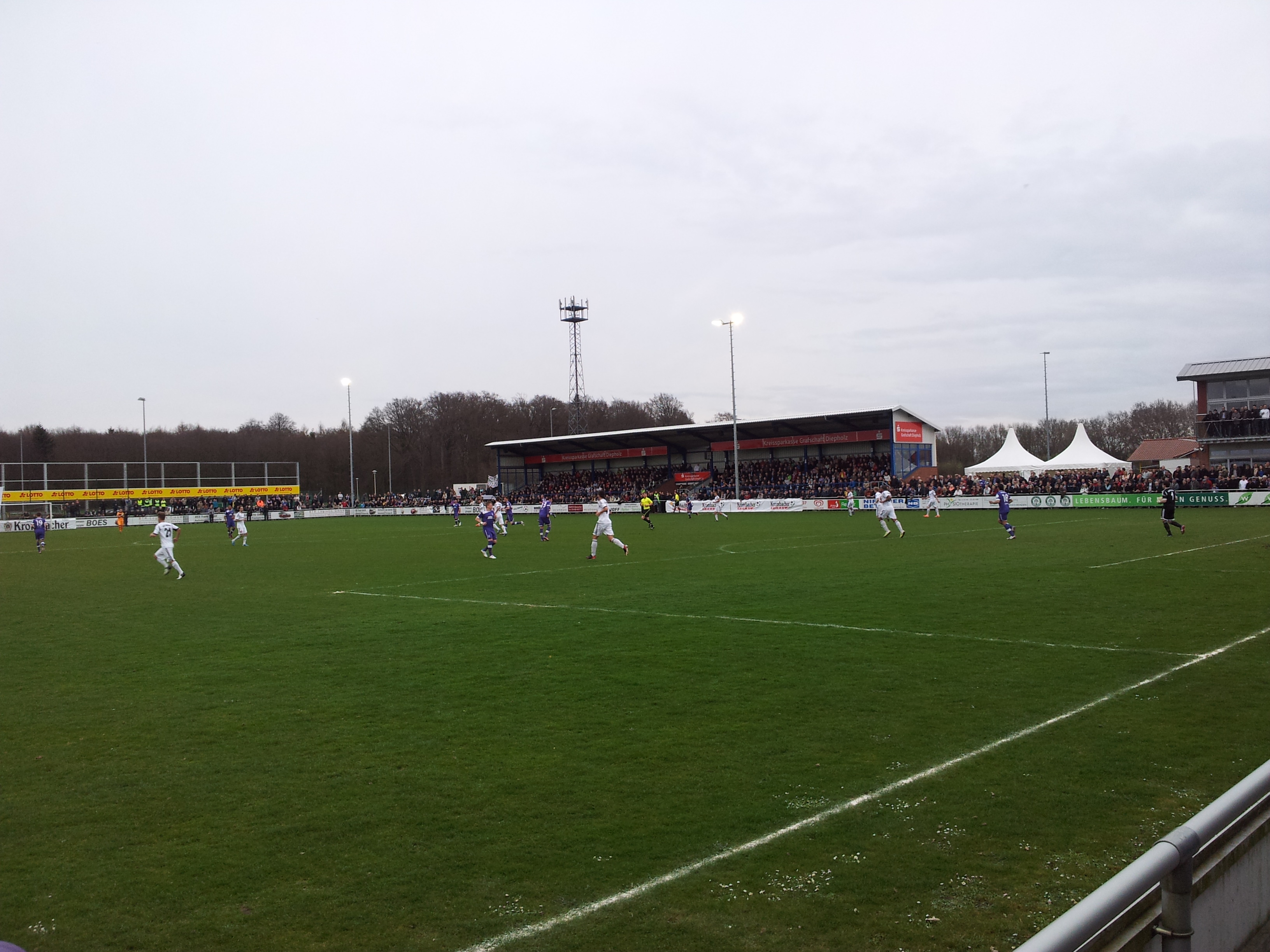
Sportplatz Waldsportstätten

Juegan sus partidos de local en el Sportplatz Waldsportstätten, con capacidad para 4,350 espectadores.

## Jugadores

### Jugadores destacados
- Francis Banecki
- Serhiy Dikhtiar
- Alessandro Faria
- Vadims Logins
- Marcus Storey